# Gran Premio Herning
El Gran Premio Herning (oficialmente: GP Herning) es una carrera ciclista profesional que se disputa en Herning y sus alrededores (Dinamarca), en el mes de abril o mayo.
Se disputa ininterrumpidamente desde 1992 con la excepción de 2008 y 2012 que no se disputó. Entre los año 2014 y 2019 la carrera pasó a ser una prueba nacional.
Durante los años, la prueba ha ido cambiando su denominación:
- GP Midtbank (1992-2002)
- GP SATS-Midtbank (2003-2004)
- GP Herning-SATS (2005)
- GP Herning (2006)
- GLS Express Grand Prix Herning (2007)
- GP Herning-GLS Express (2007-2009)
- GP Herning (2010-)

También ha ido cambiando su categoría, aunque siempre como carrera profesional,
Siempre ha tenido un trazado entormo a los 200 km, con inicio y final en Herning, en la región de Jutlandia Central.
El corredor que más veces se ha impuesto es el danés, ganador de un Tour de Francia, Bjarne Riis, con tres victorias consecutivas.

## Palmarés
| Año  | Ganador                    | Segundo                 | Tercero                |
| ---- | -------------------------- | ----------------------- | ---------------------- |
| 1992 | Claus Michael Møller       | Søren Christiansen      | Kim Marcussen          |
| 1993 | Dennis Veje Rasmussen      | Kim Malling Kiær        | Søren Pedersen         |
| 1994 | Brian Smith                | Carl Christian Pedersen | Bo Hamburger           |
| 1995 | Frédéric Moncassin         | Bo Hamburger            | Søren Mønster          |
| 1996 | Bjarne Riis                | Jan Østergaard          | Mikael Kyneb           |
| 1997 | Bjarne Riis                | Tayeb Braikia           | Frank Høj              |
| 1998 | Bjarne Riis                | Kurt Asle Arvesen       | Gorazd Stangelj        |
| 1999 | Michael Sandstød           | Arvis Piziks            | Danny Jonasson         |
| 2000 | Michael Sandstød           | Jimmi Madsen            | Nico Eeckhout          |
| 2001 | Rudie Kemna                | Arvis Piziks            | Mark McCormack         |
| 2002 | Rudie Kemna                | Cezary Zamana           | Gordon McCauley        |
| 2003 | Frank Høj                  | Jeremy Hunt             | Magnus Bäckstedt       |
| 2004 | Frank Høj                  | Michele Bartoli         | Stefan Kupfernagel     |
| 2005 | Michael Blaudzun           | Joost van Leijen        | Jimmy Hansen           |
| 2006 | Allan Johansen             | Rik Reinerink           | Alex Rasmussen         |
| 2007 | Kurt Asle Arvesen          | René Jørgensen          | Matti Breschel         |
| 2008 | No se disputó              | No se disputó           | No se disputó          |
| 2009 | Rene Jorgensen             | Michael Reihs           | Allan Johanssen        |
| 2010 | Alex Rasmussen             | Martin Mortensen        | Joost Van Leijen       |
| 2011 | Troels Rønning Vinther     | Michael Reihs           | Lars Ytting Bak        |
| 2012 | No se disputó              | No se disputó           | No se disputó          |
| 2013 | Lasse Norman Hansen        | Martin Mortensen        | Rolf Nyborg Broge      |
| 2014 | Morten Øllegaard           | Troels Vinther          | Michael Carbel         |
| 2015 | Asbjørn Kragh Andersen     | Søren Kragh Andersen    | Sebastian Lander       |
| 2016 | Mads Würtz Schmidt         | Jonas Gregaard Wilsly   | Rasmus Bøgh Wallin     |
| 2017 | Michael Carbel             | Andreas Kron            | Alexander Kamp         |
| 2018 | Troels Vinther             | Jonas Aaen Jørgensen    | Casper von Folsach     |
| 2019 | Andreas Stokbro            | Nicklas Amdi Pedersen   | Jacob Hindsgaul Madsen |
| 2020 | No se disputó              | No se disputó           | No se disputó          |
| 2021 | Mads Østergaard Kristensen | Magnus Bak Klaris       | Niklas Larsen          |
| 2022 | Andreas Stokbro            | Mads Rahbek             | Mads Pedersen          |
| 2023 | Mathias Norsgaard          | Rasmus Bøgh Wallin      | Michael Valgren        |
| 2024 | Rasmus Søjberg Pedersen    | Daniel Stampe           | Erik Nygaard Madsen    |

## Palmarés por países
| País         | Victorias |
| ------------ | --------- |
| Dinamarca    | 20        |
| Países Bajos | 2         |
| Reino Unido  | 1         |
| Francia      | 1         |
| Noruega      | 1         |